# Jampruca (ville)
Pour les articles homonymes, voir Jampruca.
Jampruca est une municipalité brésilienne de l'État du Minas Gerais et la microrégion de Governador Valadares.